# Sergeý Grïdïn
Sergeý Grïdïn (in kazako Сергей Гридин?; 20 maggio 1987) è un calciatore kazako, attaccante del Tobol.